# David Carbonara
Pour les articles homonymes, voir Carbonara.
David Carbonara est un compositeur et éditeur de musique pour des productions audio-visuelles. Il a notamment composé la musique de la série télévisée Mad Men.

## Musiques de films
- 1994 : Spanking the Monkey de David O. Russell
- 1999 : The Young Girl and the Monsoon de James Ryan
- 2000 : Amélia de Ana Carolina
- 2000 : Fast Food, Fast Women de Amos Kollek
- 2001 : Queenie in Love de Amos Kollek
- 2002 : Le Gourou et les Femmes de Daisy von Scherler Mayer
- 2013 : Some Girl(s) de Daisy von Scherler Mayer
- 2013 : Amis pour la vie (Are You Here) de Matthew Weiner

## Musiques de séries TV
- 2007-2013 : Mad Men - 76 épisodes
- 2012-2013 : Vegas - 15 épisodes